# السليمانية (القصيم)
السليمانية في منطقة القصيم وتقع في الجهة الغربية ويمر من جانبها طريق القصيم مكة المكرمة وتقع على وادي الداث.

## التاريخ
السليمانية تقع على وادي الداث المشهور في منطقة القصيم اللذي يصب في وادي الرمة.

## السكان
يبلغ عدد سكان السليمانية حوالي 1.000 نسمة وسكانها هم البدارين من بني عمرو من حرب.

## الموقع الجغرافي
تقع غرب منطقة القصيم وتبعد عن مدينة بريدة 135 كم. وعن محافظة الرس 52 كم. وعن الشبيكية 74 كم.

## المناخ
المناخ قاري صحراوي، حار جاف صيفًا بارد مُمطر شتاء، وتبلغ درجة الحرارة صيفًا 45°م، وفي الشتاء تصل 3- مادون الصفر ومتوسط سقوط المطر 145 ملم.